# Calendario persiano
Il calendario persiano, noto anche come calendario di Jalāl (jalāli) o calendario iraniano, è un calendario solare utilizzato correntemente in Iran e in Afghanistan. Esso stabilisce quali sono gli anni bisestili non mediante una regola numerica, ma sulla base dell'osservazione dell'equinozio di primavera.
Questo calendario, poco noto nel mondo occidentale, è il più accurato fra quelli di largo uso: mentre il calendario gregoriano presenta un errore di un giorno ogni 3.226 anni, il calendario persiano necessita una correzione ogni 141.000 anni. Esso infatti individua gli anni bisestili (anni di 366 giorni) con un sofisticato procedimento di intercalazione; inoltre fissa l'inizio dell'anno in un fenomeno naturale, il verificarsi dell'equinozio di primavera da osservare di anno in anno con rilevamenti astronomici.
In tutta la storia della cultura persiana si è data grande importanza all'adozione di un calendario accurato. I persiani furono tra i primi popoli ad adottare un calendario solare e hanno preferito il ciclo solare al ciclo lunare. Questo atteggiamento si accorda con il grande significato simbolico attribuito al sole nella cultura persiana e successivamente iraniana.
Il calendario persiano fu definito come revisione di un sistema precedente molto antico verso la fine dell'XI secolo da una commissione di scienziati della quale faceva parte Omar Khayyam, cioè uno dei maggiori matematici e astronomi del suo tempo (oltre che poeta). La ricalibratura venne effettuata durante il regno di Jalāl ad-Din Malik Shah Seljuqi, uno dei sultani selgiuchidi e in suo onore venne chiamato anche calendario di Jalāl,
Il calendario persiano venne reintrodotto in Persia nel 1922 in seguito agli sforzi del patriota iraniano Kay Khosrow Shah Ruh. L'Afghanistan ha adottato questo calendario nel 1957, ma servendosi della lingua araba invece che della persiana per denotare i mesi mediante i segni dello zodiaco.

## Mesi
La sequenza dei mesi del calendario persiano è la seguente:
- Farvardin (marzo 21-aprile 20)
- Ordibehešt (aprile 21-maggio 21)
- Xordād (maggio 22-giugno 21)
- Tir (giugno 22-luglio 22)
- Mordād-Amordād (luglio 23-agosto 22)
- Šahrivar (agosto 23-settembre 22)
- Mehr (settembre 23-ottobre 22)
- Ābān (ottobre 23-novembre 21)
- Āzar (novembre 22-dicembre 21)
- Dey (dicembre 22-gennaio 20)
- Bahman (gennaio 21-febbraio 19)
- Esfand (febbraio 20-marzo 20)

I primi 6 mesi sono di 31 giorni, i successivi 5 mesi sono di 30 giorni l'ultimo mese è di 29 giorni, 30 giorni negli anni bisestili.
Di seguito il dettaglio dei mesi del calendario persiano scritto in lingua persiana, dari, curda, pashto e azerbaigiana.
| Ordine | Giorni | Persiano (Iran) | Persiano (Iran)  | Dari (Afghanistan) | Dari (Afghanistan) | Curdo (Iran)    | Curdo (Iran)          | Pashto          | Pashto                | Azerbaigiano   | Azerbaigiano    | Equivalente nel Gregoriano |
| Ordine | Giorni | Alfabeto nativo | Romanizzato      | Alfabeto nativo    | Romanizzato        | Alfabeto Sorani | Alfabeto Kurmanji     | Alfabeto nativo | Romanizzato           | Alfabeto arabo | Alfabeto latino | Equivalente nel Gregoriano |
| 1      | 31     | فروردین         | Farvardin        | حمل                | Hamal (Ariete)     | خاکەلێوە        | Xakelêwe              | وری             | Wray (Ariete)         | آغلار-گۆلر     | Ağlar-gülər     | Marzo - Aprile             |
| 2      | 31     | اردیبهشت        | Ordibehesht      | ثور                | Sawr (Toro)        | گوڵان           | Gullan (Banemer)      | غويی            | Ǧwayáy (Toro)         | گۆلن           | Gülən           | Aprile - Maggio            |
| 3      | 31     | خرداد           | Khordad          | جوزا               | Jawzā (Gemelli)    | جۆزەردان        | Cozerdan              | غبرګولی         | Ǧbargoláy (Gemelli)   | قؽزاران        | Qızaran         | Maggio - Giugno            |
| 4      | 31     | تیر             | Tir              | سرطان              | Saraṭān (Cancro)   | پووشپەڕ         | Pûşper                | چنګاښ           | Čungā́x̌ (Cancro)       | قوْرا بیشیرن    | Qora bişirən    | Giugno - Luglio            |
| 5      | 31     | مرداد / امرداد  | Mordad / Amordad | اسد                | Asad (Leone)       | گەلاوێژ         | Gelawêj               | زمری            | Zmaráy (Leone)        | قۇیرۇق دوْغان   | Quyruq doğan    | Luglio - Agosto            |
| 6      | 31     | شهریور          | Shahrivar        | سنبله              | Sonbola (Vergine)  | خەرمانان        | Xermanan              | وږی             | Wáǵay (Vergine)       | زۇمار          | Zumar           | Agosto - Settembre         |
| 7      | 30     | مهر             | Mehr             | میزان              | Mizān (Bilancia)   | ڕەزبەر          | Rezber                | تله             | Tә́la (Bilancia)       | خزل            | Xəzəl           | Settembre - Ottobre        |
| 8      | 30     | آبان            | Aban             | عقرب               | ʿAqrab (Scorpione) | گەڵاڕێزان       | Xezellwer (Gelarêzan) | لړم             | Laṛám (Scorpione)     | قؽروْو          | Qırov           | Ottobre – Novembre         |
| 9      | 30     | آذر             | Azar             | قوس                | Qaws (Sagittario)  | سەرماوەز        | Sermawez              | ليندۍ           | Lindә́i (Sagittario)   | آذر            | Azər            | Novembre – Dicembre        |
| 10     | 30     | دی              | Dey              | جدی                | Jadi (Capricorno)  | بەفرانبار       | Befranbar             | مرغومی          | Marǧúmay (Capricorno) | چیلله          | Çillə           | Dicembre - Gennaio         |
| 11     | 30     | بهمن            | Bahman           | دلو                | Dalvæ (Aquario)    | ڕێبەندان        | Rêbendan              | سلواغه          | Salwāǧá (Aquario)     | دوْندۇران       | Donduran        | Gennaio - Febbraio         |
| 12     | 29/30  | اسفند / اسپند   | Esfand / Espand  | حوت                | Hūt (Pesci)        | ڕەشەمە          | Reşeme                | كب              | Kab (Pesci)           | بایرام         | Bayram          | Febbraio - Marzo           |

Il primo giorno dell'anno: Nowruz ("Nuovo giorno"), è il giorno in cui si festeggia il Capodanno in Iran, Afghanistan, e nelle aree circostanti in cui storicamente la Persia aveva influenza. L'ultimo giorno di festa è il tredicesimo giorno dell'anno: il siz-dah bedar che significa: "13 all'aperto".
I nomi dei mesi in lingua dari sono i segni dello zodiaco. Erano in uso in Iran all'inizio del XX secolo.

## Corrispondenza calendario persiano gregoriano
| Ciclo di 33 anni | Anno solare Hijri | Anno gregoriano               | Anno solare Hijri | Anno gregoriano               |
| ---------------- | ----------------- | ----------------------------- | ----------------- | ----------------------------- |
| 1                | 1354*             | 21 marzo 1975 – 20 marzo 1976 | 1387*             | 20 marzo 2008 – 20 marzo 2009 |
| 2                | 1355              | 21 marzo 1976 – 20 marzo 1977 | 1388              | 21 marzo 2009 – 20 marzo 2010 |
| 3                | 1356              | 21 marzo 1977 – 20 marzo 1978 | 1389              | 21 marzo 2010 – 20 marzo 2011 |
| 4                | 1357              | 21 marzo 1978 – 20 marzo 1979 | 1390              | 21 marzo 2011 – 19 marzo 2012 |
| 5                | 1358*             | 21 marzo 1979 – 20 marzo 1980 | 1391*             | 20 marzo 2012 – 20 marzo 2013 |
| 6                | 1359              | 21 marzo 1980 – 20 marzo 1981 | 1392              | 21 marzo 2013 – 20 marzo 2014 |
| 7                | 1360              | 21 marzo 1981 – 20 marzo 1982 | 1393              | 21 marzo 2014 – 20 marzo 2015 |
| 8                | 1361              | 21 marzo 1982 – 20 marzo 1983 | 1394              | 21 marzo 2015 – 19 marzo 2016 |
| 9                | 1362*             | 21 marzo 1983 – 20 marzo 1984 | 1395*             | 20 marzo 2016 – 20 marzo 2017 |
| 10               | 1363              | 21 marzo 1984 – 20 marzo 1985 | 1396              | 21 marzo 2017 – 20 marzo 2018 |
| 11               | 1364              | 21 marzo 1985 – 20 marzo 1986 | 1397              | 21 marzo 2018 – 20 marzo 2019 |
| 12               | 1365              | 21 marzo 1986 – 20 marzo 1987 | 1398              | 21 marzo 2019 – 19 marzo 2020 |
| 13               | 1366*             | 21 marzo 1987 – 20 marzo 1988 | 1399*             | 20 marzo 2020 – 20 marzo 2021 |
| 14               | 1367              | 21 marzo 1988 – 20 marzo 1989 | 1400              | 21 marzo 2021 – 20 marzo 2022 |
| 15               | 1368              | 21 marzo 1989 – 20 marzo 1990 | 1401              | 21 marzo 2022 – 20 marzo 2023 |
| 16               | 1369              | 21 marzo 1990 – 20 marzo 1991 | 1402              | 21 marzo 2023 – 19 marzo 2024 |
| 17               | 1370*             | 21 marzo 1991 – 20 marzo 1992 | 1403*             | 20 marzo 2024 – 20 marzo 2025 |
| 18               | 1371              | 21 marzo 1992 – 20 marzo 1993 | 1404              | 21 marzo 2025 – 20 marzo 2026 |
| 19               | 1372              | 21 marzo 1993 – 20 marzo 1994 | 1405              | 21 marzo 2026 – 20 marzo 2027 |
| 20               | 1373              | 21 marzo 1994 – 20 marzo 1995 | 1406              | 21 marzo 2027 – 19 marzo 2028 |
| 21               | 1374              | 21 marzo 1995 – 19 marzo 1996 | 1407              | 20 marzo 2028 – 19 marzo 2029 |
| 22               | 1375*             | 20 marzo 1996 – 20 marzo 1997 | 1408*             | 20 marzo 2029 – 20 marzo 2030 |
| 23               | 1376              | 21 marzo 1997 – 20 marzo 1998 | 1409              | 21 marzo 2030 – 20 marzo 2031 |
| 24               | 1377              | 21 marzo 1998 – 20 marzo 1999 | 1410              | 21 marzo 2031 – 19 marzo 2032 |
| 25               | 1378              | 21 marzo 1999 – 19 marzo 2000 | 1411              | 20 marzo 2032 – 19 marzo 2033 |
| 26               | 1379*             | 20 marzo 2000 – 20 marzo 2001 | 1412*             | 20 marzo 2033 – 20 marzo 2034 |
| 27               | 1380              | 21 marzo 2001 – 20 marzo 2002 | 1413              | 21 marzo 2034 – 20 marzo 2035 |
| 28               | 1381              | 21 marzo 2002 – 20 marzo 2003 | 1414              | 21 marzo 2035 – 19 marzo 2036 |
| 29               | 1382              | 21 marzo 2003 – 19 marzo 2004 | 1415              | 20 marzo 2036 – 19 marzo 2037 |
| 30               | 1383*             | 20 marzo 2004 – 20 marzo 2005 | 1416*             | 20 marzo 2037 – 20 marzo 2038 |
| 31               | 1384              | 21 marzo 2005 – 20 marzo 2006 | 1417              | 21 marzo 2038 – 20 marzo 2039 |
| 32               | 1385              | 21 marzo 2006 – 20 marzo 2007 | 1418              | 21 marzo 2039 – 19 marzo 2040 |
| 33               | 1386              | 21 marzo 2007 – 19 marzo 2008 | 1419              | 20 marzo 2040 – 19 marzo 2041 |